# 新豊県 (陝西省)
新豊県（しんほう-けん）は、古代中国の漢代に置かれた県の一つである。現在の陝西省西安市臨潼区にあった。高祖7年（紀元前200年）に設置され、はじめ渭南郡に属したが、制度の改変にともない高祖9年（前198年）に内史、建元6年（前135年）に右内史、太初元年（前104年）に京兆尹と所属が変遷した。
もとの驪戎国で、秦代には驪邑といった。県が置かれたのは漢の高祖（劉邦）7年（紀元前200年）である。劉邦は豊県から出て長安に都を置いたが、その老父（劉太公）は故郷に帰りたいと思っていた。そのため、長安の郊外に、豊に似せて城寺街路を築き直し、豊の民を遷した。県名も豊県に「新」を冠したものである。